# Notholaena hypoleuca
Notholaena hypoleuca är en kantbräkenväxtart som beskrevs av Kze. Notholaena hypoleuca ingår i släktet Notholaena och familjen Pteridaceae. Inga underarter finns listade.